# 運命の巡り合わせ
『運命の巡り合わせ』（うんめいのめぐりあわせ）は、2018年2月28日から放送されたウクライナの連続テレビドラマ。テレビチャンネルTRKウクライナなどで放送された。1回約45分で全8回。原題はロシア語Чужие родныеで、ロシア語の作品である。22歳のバレリーナと資産家の息子の恋愛劇で、バレリーナ役をウクライナの女優アンナ・コシュマルが演じ、相手役をロディオン・ガリュチェンコが演じた。
バレリーナのユーリャは大事なオーディションの場で踊り出す直前に緊張のために倒れてしまい、会場を飛び出して飛び降り自殺を図る。資産家の息子のローマは結婚式当日、自動車で式場に向かう途中に上から落ちてきたユーリャのために怪我をして入院する。軽症を負った二人は入院した病院で一目で恋に落ちる。看護師に冗談めかしてロミオとジュリエットにたとえられた二人とその周辺人物の人間関係によって引き起こされるメロドラマ。
マリカ・デヴィチが脚本を書き、オレクサンドル・イトゥイヒロフが監督した作品で、テレビドラマ制作会社УПС (UPS, Ukrainian Production Studio) が制作した。
ウクライナで放送されたほか、ロシアのテレビチャンネルロシア1で2018年6月25日から放送された。日本ではAmazon Prime Videoが日本語字幕付きでインターネットを通じて配信した。

## 登場人物

### 主要人物
ユーリャ・ドミトリエワ〈22歳〉
演 - アンナ・コシュマル
バレリーナ。
ローマ・ボロヴィコフ〈22歳〉
演 - ロディオン・ガリュチェンコ
資産家の息子。名前はロマンとも呼ばれる。
ヴァディム・ボロヴィコフ
演 - フェーディル・グリネッツ
ローマの弟。遊び人。ヴァディクとも呼ばれる。

### ユーリャの家
イレーナ・アレクサンドロヴナ・ドミトリエワ
演 - ラリサ・ルスナク
ユーリャの母。バレエ振付師。

### ボロヴィコフ家
セルゲイ・ペトロヴィチ・ボロヴィコフ
演 - アレクサンドル・ゲトマンスキー
石炭産業界の重鎮。
リュドミラ・アルカディエヴナ・ボロヴィコワ
演 - ナタリヤ・ドリャ
セルゲイの妻。ローマとヴァディムの母。
マリヤ
演 - オレシャ・ガエワヤ
ボロヴィコフ家の家政婦。本名マリア・ホセ。フィリアと呼ばれている。
レオニト
演 - アンドレイ・チトフ
ボロヴィコフ家の運転手。レンヤと呼ばれている。

### アリエフ家
エリダル・アレクサンドロヴィチ・アリエフ
演 - スタニスラフ・ボクラン
裏社会の実業家。
カリーナ・アリエワ
演 - アナスタシヤ・ツイムバラル
ローマの婚約者。エリダルの養女。
アリエフのボディーガード
演 - アレクセイ・チェレワチェンコ

### 病院の人物
パヴェル・ヤコヴレヴィチ
演 - アナトリー・ヤシチェンコ
医師。
イレーナ・ニコラエヴナ
演 - ダリヤ・ロボダ
看護師。
オクサナ
演 - ダリヤ・ルイバク
看護師。

### その他の人物
ザハル・レオニドヴィチ・チハイゼ
演 - マクシム・モトコフ
バレエ界のスター。
スヴェタ
演 - アルラ・マルトゥイニュク
売春婦。